# Kentarō Sakaguchi
Kentarō Sakaguchi (坂口 健太郎 Sakaguchi Kentarō?,  Tokio, Japón, 11 de julio de 1991) es un actor y modelo japonés, afiliado a la agencia Tristone Entertainment.

## Biografía
Sakaguchi nació el 11 de junio de 1991 en la ciudad de Tokio, Japón. Su familia se compone de sus padres y una hermana mayor. 

## Carrera
Sakaguchi comenzó a modelar en 2010 en la revista Men's Non-no, también es modelo oficial de L'air de Savon. En septiembre de 2015, interpretó al estudiante Kosuke Hiromitsu en la película No Longer Heroine. El 16 de octubre del mismo año, se unió al elenco principal de la serie Dr. Storks donde interpretó a Ryo Shirakawa, hasta el final de la segunda temporada en diciembre de 2015. En octubre de 2017, Sakaguchi volvió a interpretar a Shirakawa durante la segunda temporada de la serie, hasta el final de esta el 22 de diciembre del mismo año. En abril de 2016, se unió al elenco de la serie Sleepeeer Hit! donde interpretó a Jun Koizumi, hasta el 14 de junio de 2016.
En enero de 2017, se unió al elenco de la serie Tokyo Tarareba Musume (東京タラレバ娘) donde interpretó a Kagitani "Key" Haruki, hasta el final de la serie en marzo del mismo año. En febrero del mismo año se unió al elenco de la película The 100th Love With You (también conocida como "Kimi to 100 Kaime no Koi" donde dio vida a Riku Hasegawa, un joven que puede retroceder el tiempo. En julio del mismo año, se unió al elenco principal de la serie I'm Sorry, I Love You (también conocida como "Gomen, Aishiteru" donde dio vida a Satoru Hyūga, un famoso pianista y hermano de Ritsu Okazaki (Tomoya Nagase), hasta el final de la serie en septiembre del mismo año. 
En febrero de 2018, se unió al elenco principal de la película Color Me True (también conocida como "Konya, Romansu Gekijo" donde interpretó a Kenji, un joven aspirante a director de cine que se enamora de la princesa Miyuki (Haruka Ayase) que vino de una película en blanco y negro. 
El 16 de marzo del mismo año lanzó su primer photobook, 25.6.
El 10 de abril del mismo año se unió al elenco principal de la serie japonesa Signal donde interpretó al oficial de la policía Kento Saegusa, un perfilador criminal que luego de encontrar un walkie-talkie este le permite ponerse en contacto con el detective Oyama Takeshi del pasado con quien emprende un viaje para resolver casos no resueltos, hasta ahora. La serie es el remake de la serie surcoreana Signal. Kentaro se hizo amigo del famoso y popular grupo surcoreano BTS luego de que ellos interpretaran la canción principal de la serie "Don't Leave Me".

## Filmografía

### Televisión
| Año        | Título                                 | Personaje          | Notas        | Ref.              |
| ---------- | -------------------------------------- | ------------------ | ------------ | ----------------- |
| 2015       | Yokokuhan: The Pain                    | Ichikawa Manabu    | 2 episodios  |                   |
| 2016       | Toto Neechan                           | Takezo Hoshino     |              |                   |
| 2016       | Sleepeeer Hit!                         | Jun Koizumi        | 10 episodios |                   |
| 2016       | Love That Makes You Cry                | Haruta Nakajo      | 10 episodios |                   |
| 2017       | Tokyo Tarareba Musume                  | Key                | 10 episodios |                   |
| 2017       | I'm Sorry, I Love You                  | Satoru Hyūga       | 10 episodios |                   |
| 2015, 2017 | Dr. Storks                             | Dr. Ryo Shirakawa  | 21 episodios |                   |
| 2018       | Signal                                 | Det. Kento Saegusa | 10 episodios |                   |
| 2019       | Innocence, Fight Against False Charges | Taku Kurokawa      | 10 episodios |                   |
| 2019       | Soshite, Ikiru                         | —                  |              |                   |
| 2020       | A Girl of 35                           | Yuto Hirose        |              |                   |
| 2021       | Air Girl                               | Yūki Mishima       |              |                   |
| 2021       | Welcome Home, Monet                    | Kōtarō Suganami    |              |                   |
| 2021       | Only Just Married                      | Shu Momose         |              |                   |
| 2022       | Hiru                                   | Kara               |              |                   |
| 2022       | The 13 Lords of the Shogun             | Hōjō Yasutoki      |              |                   |
| 2023       | Dr. Cocolate                           | Tetsuya Noda       |              |                   |
| 2023       | Code Japan: The Price of Wishes        | Minato Ninomiya    |              |                   |
| 2024       | What Comes After Love                  | Jungo Aoki         | 6 episodios  | [ 7 ] [ 8 ] [ 9 ] |

### Películas
| Año  | Título                             | Personaje              | Notas                                                                                 |
| ---- | ---------------------------------- | ---------------------- | ------------------------------------------------------------------------------------- |
| 2014 | Shanti Days 365 Days, Happy Breath | Shun                   |                                                                                       |
| 2015 | My Love Story!                     | Makoto Sunakawa        |                                                                                       |
| 2015 | At Home                            | Jun Moriyama           |                                                                                       |
| 2015 | Our Little Sister                  | Tomoaki Fujii          |                                                                                       |
| 2015 | Prophecy                           | Manabu Ichikawa        |                                                                                       |
| 2015 | Her Granddaughter                  | Shinobu Dozono         |                                                                                       |
| 2015 | No Longer Heroine                  | Kosuke Hiromitsu       |                                                                                       |
| 2016 | The Kodai Family                   | Kohei Kishimoto        |                                                                                       |
| 2016 | 64: Part I                         | Tejima                 |                                                                                       |
| 2016 | 64: Part II                        | Tejima                 |                                                                                       |
| 2016 | The Inerasable                     | Tetsuo Misawa          |                                                                                       |
| 2016 | Golden Orchestra!                  | Sakashita              |                                                                                       |
| 2016 | Teacher Gappa                      | Ryuji Saeki            |                                                                                       |
| 2016 | Copycat Criminal                   | Koichi Amikawa / Peace |                                                                                       |
| 2017 | The 100th Love With You            | Riku Hasegawa          |                                                                                       |
| 2017 | Narratage                          | Reiji Ono              |                                                                                       |
| 2018 | Color Me True                      | Kenji                  | Junto a Haruka Ayase, Tsubasa Honda, Kazuki Kitamura, Akiyoshi Nakao y Anna Ishibashi |
| 2018 | The House Where The Mermaid Sleeps | Yūya Hoshino           |                                                                                       |
| 2019 | Final Fantasy XIV: Daddy of Light  | Akio                   |                                                                                       |
| 2019 | Dragon Quest: Your Story           | Príncipe Harry (voz)   |                                                                                       |
| 2021 | Signal: The Movie                  | Det. Kento Saegusa     | junto a Kazuki Kitamura, Michiko Kichise, Yuichi Kimura, Tetsuhiro Ikeda y Kaede Aono |
| 2022 | The Last 10 Years                  | Kazuto                 |                                                                                       |
| 2022 | Hell Dogs                          | Hideki Murooka         |                                                                                       |
| 2023 | Side by Side                       | Miyama                 |                                                                                       |

### Teatro
| Año  | Obra        | Personaje                       | Teatro            |
| ---- | ----------- | ------------------------------- | ----------------- |
| 2016 | The Seagull | Konstantin Gavrilovich Treplyov | Tokyo Art Theater |

### Presentador
| Año  | Evento           | Notas                    |
| ---- | ---------------- | ------------------------ |
| 2019 | 2019 MAMA Awards | presentador de categoría |

### Shows de variedades
| Año  | Programa      | Notas    |
| ---- | ------------- | -------- |
| 2018 | Vs Arashi     | ep. #416 |
| 2017 | Count Down TV |          |
| 2017 | Music Station |          |
| 2016 | A-Studio      |          |

### Videos musicales
| Año  | Artista / Canción                             | Notas |
| ---- | --------------------------------------------- | ----- |
| 2017 | Aiokuri / "The STROBOSCORP"                   |       |
| 2015 | miwa - Yozora feat. Haji → / 夜空。feat.ハジ→ |       |
| 2025 | Dream/Lisa                                    |       |

### Radio
| Año  | Título                                                                              | Notas |
| ---- | ----------------------------------------------------------------------------------- | ----- |
| 2018 | Sakaguchi Kentaro's All Night Nippon GOLD (坂口健太郎) (のオールナイトニッポンGOLD) |       |

### Anuncios
| Año         | Título                                | Notas |
| ----------- | ------------------------------------- | ----- |
| 2018        | GungHo Online (妖怪ウォッチ ワールド) |       |
| 2018        | Asahi Breweries                       |       |
| 2017 - 2018 | NH Foods Ltd.                         |       |
| 2016 - 2018 | Bourbon Corporation                   |       |
| 2016 - 2018 | Nomura Securities Co.                 |       |
| 2015 - 2018 | Daiichi Sankyo                        |       |
| 2017        | Persol Career DODA                    |       |
| 2016 - 2017 | Suntory Orangina                      |       |
| 2016 - 2017 | Tone Mobile                           |       |
| 2015        | Shueisha                              |       |
| 2006 - 2017 | niko and...                           |       |

### Mook
| Fecha             | Título    | Editor        | Notas              |
| ----------------- | --------- | ------------- | ------------------ |
| Noviembre de 2015 | Sakamichi | Shueisha Mook | ISBN 9784081022045 |

### Photobook
| Fecha         | Título | Editor   | Notas              |
| ------------- | ------ | -------- | ------------------ |
| Marzo de 2018 | 25.6   | Shueisha | ISBN 9784087808339 |

## Premios y nominaciones
| Año  | Categoría                 | Premio                               | Trabajo                                                        | Resultado |
| ---- | ------------------------- | ------------------------------------ | -------------------------------------------------------------- | --------- |
| 2021 | Asian Star Prize          | 16th Seoul International Drama Award | -                                                              | Ganó      |
| 2018 | Special Recognition Award | 13th Asia Drama Conference           | -                                                              | Ganó      |
| 2017 | Man of the Year           | ELLE Cinema Award                    | -                                                              | Ganó      |
| 2017 | Newcomer of the Year      | 40th Japan Academy Prize             | 64: Part I y 64: Part II                                       | Ganó      |
| 2017 | Newcomer of the Year      | 41st Elan d'or Award                 | -                                                              | Ganó      |
| 2016 | Best New Actor            | 11th Osaka Cinema Festival           | My Love Story! y No Longer Heroine                             | Ganó      |
| 2015 | Best New Actor            | 40th Hochi Film Award                | Our Little Sister, At Home, My Love Story! y No Longer Heroine | Nominado  |